# Hermann Jahnke
Hermann Friedrich Jahnke (pseud. Fritz Steinhovel, ur. 20 kwietnia 1845 w Czepinie, zm. 12 grudnia 1908 w Pötzscha, części Wehlen) – niemiecki pisarz, redaktor i wydawca.

## Życiorys
Po studiach w bydgoskim Seminarium Nauczycielskim objął posadę wiejskiego nauczyciela. Od 1870 przeniósł się do Berlina, gdzie nadal pełnił funkcję nauczyciela. Od 1883 do 1885 był redaktorem czasopisma De Eekbom (razem z W. Bade). W 1891 założył związek nauczycieli-pisarzy. Był też wydawcą dzieł Fritza Reutera, niemieckiego pisarza tworzącego w języku dolnoniemieckim. 

## Dzieła
Wybrane utwory:
- Nachbar Bismarck oder Eine diplomatische Großjagd, 1873,
- Kaiser Wilhelm und der Frühlung, 1888,
- Kaiser Wilhelm der Siegreiche, 1888,
- Kaiser Wilhelm II, 1889, 1890 (wydanie zmienione), 1903
- Fürst Bismarck. Sein Leben und sein Wirken, 1890, 1898,
- Im Weltwinkel. Leben und Streben eines ostmärkischen Bauerbjungen, 1901, publikacja w nurcie Ostmarkenliteratur,
- Reineke Fuchs, 1903,
- Fritz Reuter. Seine Leben und sein Humor, 1905,
- Humor im Kaiserhause, 1909 (pośmiertnie)[1].